# Soulfly (album)
Soulfly è il primo album in studio del gruppo musicale statunitense omonimo, pubblicato il 21 aprile 1998 dalla Roadrunner Records.

## Descrizione
Dell'album esistono diverse versioni, come l'edizione limitata (molto rara, con tre bonus track), una versione in digipack pubblicata nel 1999 in 2 CD (con il secondo disco comprendente varie tracce bonus), la ristampa del 2005, che fa parte delle ristampe per il 25º anniversario della Roadrunner Records (in questo caso sono presenti le bonus track dell'edizione limitata più un'altra ancora, Blown Away, aggiunte al disco principale, ed un secondo disco di tracce bonus comprendente pezzi dal vivo dell'esibizione al Roskilde Festival del 1998, demo ed altro ancora). Sostanzialmente, è un album sperimentale con strumenti della loro nazione di origine, come le maracas. Tutti i brani sono dedicati a Dana Wells, figliastro di Max Cavalera deceduto in seguito ad un incidente stradale nel 1996, come riportato anche nel libretto del CD. Dall'album sono stati estratti i singoli Umbabarauma e Bleed.

## Tracce
1. Eye for an Eye – 3:35
2. No Hope = No Fear – 4:36
3. Bleed – 4:07
4. Tribe – 6:03
5. Bumba – 3:59
6. First Commandment – 4:29
7. Bumbklaatt – 3:52
8. Soulfly – 4:49
9. Umbabarauma – 4:11 – cover di Jorge Ben Jor
10. Quilombo – 3:44
11. Fire – 4:21
12. The Song Remains Insane – 3:40 – include la cover di Caos dei Ratos de Porão e una breve interpretazione di Attitude dei Sepultura
13. No – 4:00
14. Prejudice – 6:52
15. Karmageddon – 5:44 – dopo 0:20 secondi dal termine del brano (3:35-3:55) inizia la traccia fantasma Sultão das Matas

### Bonus tracks dell'edizione limitata
1. Cangaceiro – 2:19
2. Ain't No Feeble Bastard – 1:39 – cover dei Discharge
3. The Possibility of Life's Destruction – 1:29 – cover dei Discharge

## Formazione
Gruppo
- Max Cavalera - voce, chitarra, berimbau, sitar
- Jackson Bandeira - chitarra
- Marcello D. Rapp - basso
- Roy "Rata" Mayorga - batteria

Altri musicisti
- Burton C. Bell - voce (nel brano 1)
- Dino Cazares - chitarra (nel brano 1)
- Jorge Du Peixe - tambura (nei brani 1, 4, 5, 7, 9, 10, 14), percussioni (nel brano 8), shaker (nel brano 11)
- Gilmar Bolla Oito - tambura (nei brani 1, 4, 5, 7, 9, 10, 14), percussioni (nel brano 8), triangolo (nel brano 11)
- Fred Durst - voce (nel brano 3)
- DJ Lethal - giradischi (nei brani 3, 10)
- Los Hooligans (Lucio Maia, Roy Mayorga, Marcello D. Rapp, Benji Webbe, Eric Bobo, Ross Robinson, Chuck Johnson, Rob Agnello, Mario Caldato Jr., Paul Booth, Gilmar Bolla Oito, Jorge Du Peixe & Max Cavalera) - cori (nei brani 5, 9)
- Chino Moreno - voce (nel brano 6)
- Zyon Cavalera - "you think you all good" (nel brano 7)
- Ross Robinson - percussioni (nel brano 8)
- Chuck Johnson - percussioni (nei brani 8, 15)
- Eric Bobo - percussioni (nel brano 9)
- Benji Webbe - voce (nei brani 10, 14), catena di effetti (nel brano 14)
- Christian Olde Wolbers - contrabbasso (nel brano 13)
- Tezz Roberts - voce (nei brani 17, 18)
- Logan Mader - chitarra (solo nel live allegato alla ristampa)

Cast tecnico
- Ross Robinson, Richard Kaplan - produzione
- Richard Kaplan, Chuck Johnson, Rob Agnello, Steve Sisco - ingegneria del suono
- Andy Wallace - missaggio
- George Marino - masterizzazione
- Pawn Shop Press, Mike Roper, Paul Stotter - artwork
- Leo Zulueta - wordmark
- Glen La Ferman, Max Cavalera, Jo Kirchlerr, Christy Priske - fotografia

## Cover
Il gruppo musicale nu metal Ill Niño ha eseguito una cover di Eye for an Eye, apparsa nella ristampa dell'album di debutto Revolution Revolución.